# Grèce aux Jeux olympiques d'été de 1980
L'équipe olympique grecque participe aux Jeux olympiques d'été de 1980 à Moscou. Elle y remporte trois médailles : une en or et deux en bronze, se situant à la vingt-deuxième place des nations au tableau des médailles. Le skipper Ilías Chatzipavlís est le porte-drapeau d'une délégation grecque comptant 43 sportifs (40 hommes et 3 femmes).